# Aerogal
Aerogal (Aerolíneas Galápagos S.A.) és una aerolínia basada a Quito, Equador. El seu codi IATA és 2K i el seu codi ICAO és GLG.
L'empresa fou fundada el 1986, amb la intenció de servir vols de càrrega i de passatgers entre el continent i les illes Galápagos. Això no obstant, a causa de la poca demanda, l'empresa aviat diversificà la seva oferta amb vols interiors entre les principals ciutats de l'Equador i té previst ampliar el seu servei a ciutats de la selva amazònica equatoriana.

## Flota
La flota d'Aerogal està formada pels aparells següents (a gener de 2006):
- 2 Boeing 737-200
- 3 Boeing 727-200